# Nappes (musique)
Pour les articles homonymes, voir Nappe.
Les nappes, en musique électronique, sont des sons longs, aux rythmes peu marqués, qui servent à souligner des notes ou des accords.
Elles peuvent être produites par les synthétiseurs d'ondes, ou tout instrument rappelant des ensembles de cordes.